# 사탄의 베이비시터: 킬러 퀸
《사탄의 베이비시터: 킬러 퀸》(영어: The Babysitter: Killer Queen)은 2020년 공개된 미국의 블랙 코미디 슬래셔 영화이다. 2017년 영화 《사탄의 베이비시터》의 후속 작품으로, 전편에 이어 맥지 감독이 연출하고, 주다 루이스, 에밀리 앨린 린드, 제나 오테이가, 로비 어멜 등이 출연한다. 2020년 9월 10일 넷플릭스에서 공개되었다.

## 출연
- 주다 루이스 - 콜 존슨 역
- 에밀리 앨린 린드 - 멜러니 사이러스 역
- 제나 오테이가 - 피비 애트웰 역
- 로비 어멜 - 맥스 역
- 앤드루 배철러 - 존 역
- 하나 메이 리 - 소니아 역
- 벨라 손 - 앨리슨 역
- 서마라 위빙 - 비 역
- 켄 머리노 - 아치 존슨 역
- 레슬리 비브 - 필리스 존슨 역
- 크리스 와일드 - 환 사이러스 역
- 칼 맥다월 - "빅" 칼 데이비스 역
- 맥시밀리언 아서베도 - 지미 역
- 훌리오세사르 차베스 - 디에고 역
- 제니퍼 포스터 - 붐붐 역
- 레이먼드 패터슨 - 노디 씨 역
- 헬렌 홍 - 하이브리지 교장 역
- 제이슨 로겔 - 필 경관 역
- 스콧 맥아더 - 리로이 역
- 어맨다 서니 - 바이얼릿 역